# Hongkong i olympiska vinterspelen 2018
Hongkong deltog i de olympiska vinterspelen 2018 i Pyeongchang, Sydkorea, med en trupp på en atlet fördelat på en sport.
Vid invigningsceremonin bars Hongkongs flagga av alpina skidåkaren Arabella Ng.